# Sciades marianus
Sciades marianus là một loài bọ cánh cứng trong họ Cerambycidae.